# Португальське бароко

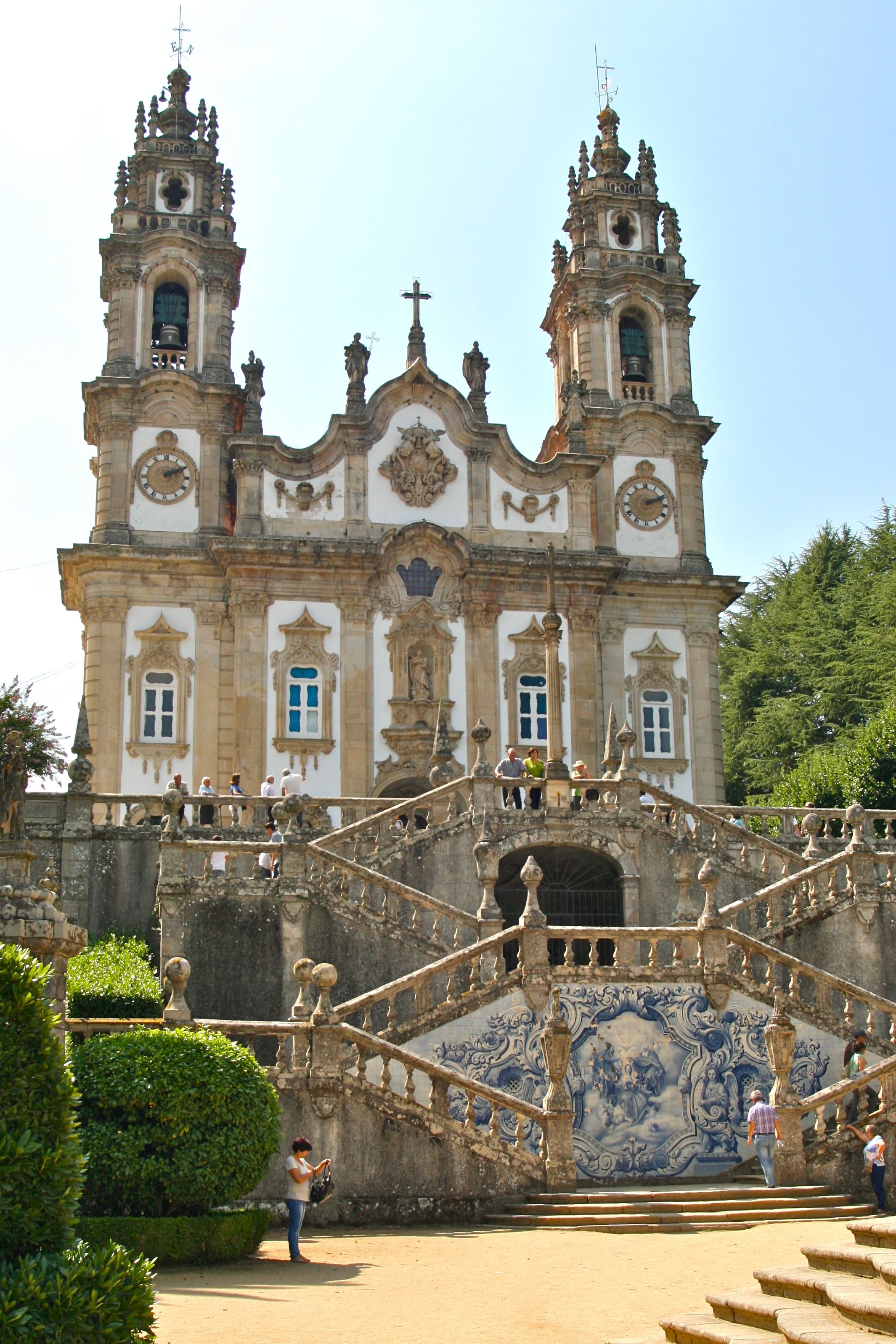
Місто Ламегу. Паломницька церква Богородиці, головний фасад. 1725

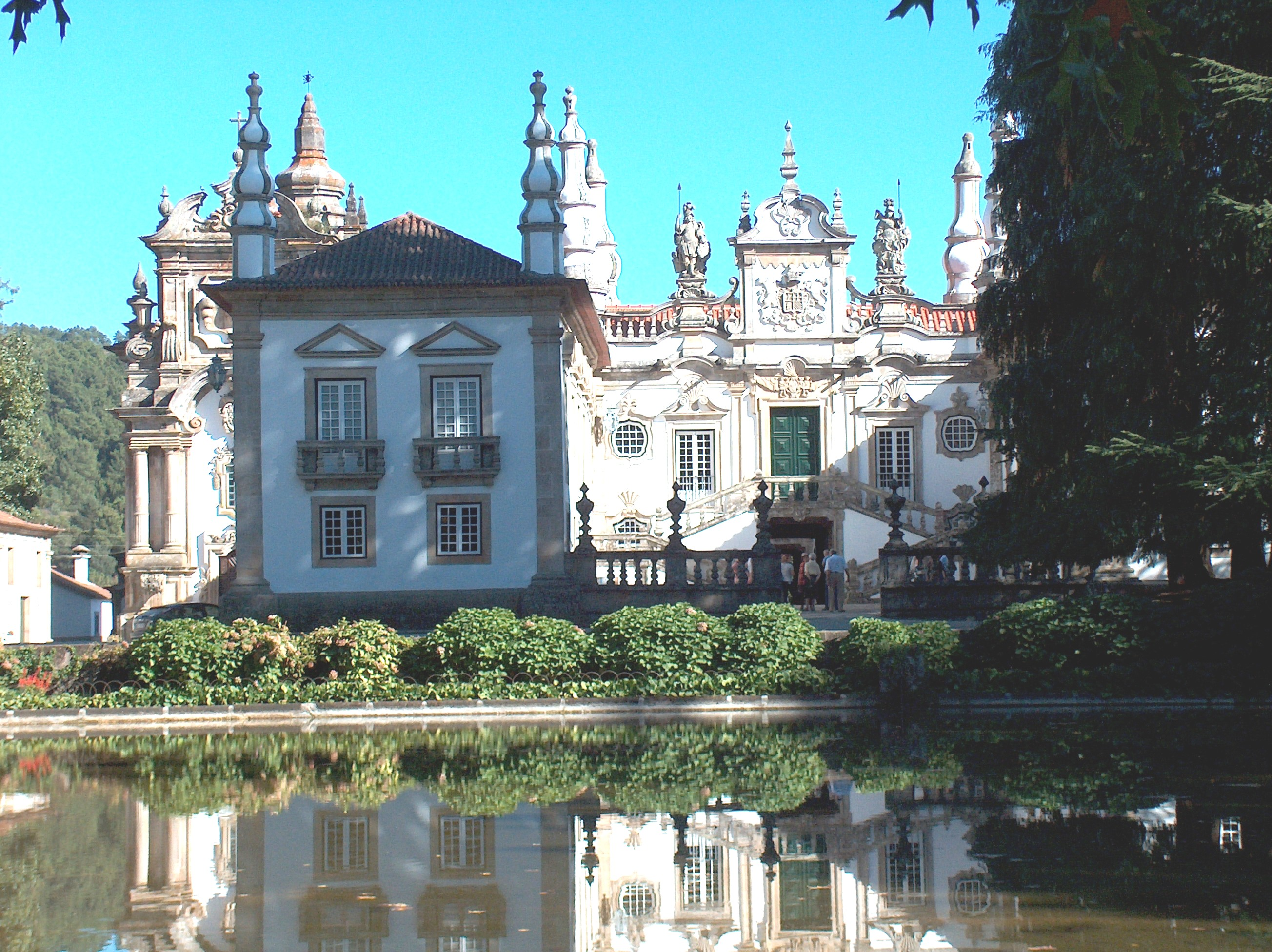
Арх. Ніколау Назоні. Палац Матеуш, фото 2005

Португальське бароко (порт. Arquitetura barroca em Portugal) — важливий етап розвитку національної культури Португалії, що вплинув як на землі країни, так і на португальські колонії Південної Америки (особливо у містах Бразилії), Азії (в Індії у Гоа та Діу, у Китаї — Макао).

## Передісторія
Бароко як стильова система виникло в Італії у 16 ст. і досягло першого розквіту на початку 17 ст. У Португалії цей період припав на десятиліття поневірянь і пригноблення захопленої країни Іспанською монархією. Мистецтво Португалії розвивалось у руслі загальних процесів західноєвропейського мистецтва, але досить повільно, у несприятливих умовах при суміші стилів — пізнього Відродження, вторинного маньєризму і нав'язаних, мимоволі запозичених форм іспанської культури. Вороже ставлення португальців до колоніального уряду іспанців було таким наявним, що загарбники-іспанці поквапились розмістити військові гарнізони у всіх стратегічних пунктах Португалії. Португальці скаржились на податки, що іспанці стягували з мешканців країни (гроші скеровували на сплату арміям, що вели нескінченні війни Іспанії). Тоді перший міністр Іспанії Оліварес замінив у 1635 році всі податки у Португалії на один, розміри якого перебільшували всі попередні. Португалію силоміць іспанізували, і вона втрачала автономію.
У 1637 спалахнуло перше повстання в Еворі, що придушили іспанські військові. Реакції з боку короля Іспанії Філіпа IV, владу якого характеризували як слабку, майже не було. Напруга у Португалії зросла, і ситуація стала вибуховою. Першого грудня 1640 року у Лісабоні спалахнуло нове повстання. Герцогиню Мантуанську, іспанську віце-королеву в Португалії, арештували, а ненависного національного зрадника, Мігела Васконселуша, вбили. Лісабонські повстанці захопили іспанський гарнізон у місті і вітрильники у гавані. До лісабонських заколотників долучились повстанці з інших міст. У країні відбувся державний переворот, і королем відновленої держави вже наприкінці 1640 р. оголосили герцога Браганського під іменем Жуана IV.
Почалися роки невизнання Іспанією відновленої Португалії, тривалі військові сутички та провокації на морі й суходолі. Іспанську монархію послаблювали повстання у Каталонії і військові операції з Британією, Голландією і Францією. Лише 13 лютого 1668 року примушений підкоритися новим реаліям іспанський король Карл ІІ при посередництві Британії (давнього союзника Португалії) підписав з Португалією мирну угоду.
Розвиток португальського мистецтва уповільнився і набув характеру вторинності, провінційності. Театр у Португалії занепадав. Церковна музика панувала, а світська ледь животіла. Португальська література перебувала у межах запозичень і копіювання іншомовних зразків.
Скоротилося будівництво, державні справи були подібні до стану послабленої Тридцятирічною війною Німеччини, на землях якої точилися бойові дії. Лише після відновлення державності і захисту власної незалежності Португалія наприкінці 17 ст. почала наздоганяти країни, що мали сприятливі умови для розвитку і економіки, і культури.

## Портрет як єдиний світський жанр барокового живопису країни

Худ. Криштован де Мораеш. «Король Себастьян у віці 15 років». Національний музей старовинного мистецтва, Лісабон

Про португальський живопис 14-15 ст. збережені уривчасті, неповні, практично випадкові свідоцтва. Збереженість свідоцтв про живопис двох наступних століть ненабагато більша, що було відбитком відсутності зацікавленості у розвитку живопису (окрім церковного та портретного ), а також непровідними позиціями живопису як різновиду мистецтва у Португалії. Дослідниця португальського живопису Каптерева Т.П. записала : 
| З усіх видів образотворчих мистецтв португальський живопис часів (короля) Жоана ІІІ і наступних десятиліть найменш цікавий. На довгі роки в ньому запанував маньєризм... Відкрита 1983 року 17-а Європейська виставка мистецтва, науки і культури у Музеї Машаду де Каштру була присвячена маньєристичному живопису Коімбри. При великій наявності (зберігшихся) картин ніщо не радувало око. Індивідуальність майстрів наче зникла під загальною печаткою вичурності і провінціалізма[2] |.
Однак декілька цікавих офіційних  портретів  було створено. З історією португальського живопису пов'язані імена двох авторитетних західноєвропейських митців, це Алонсо Санчес Коельйо та його вчитель Антоніс Мор (1517/1520 — 1576/1577). Антоніс Мор встиг за життя попрацювати при декількох королівських і магнатських дворах. Так, 1525 р. він працював у Португалії, де створив на замовлення портрет короля Жоана ІІІ та його матері королеви Катарини, іспанської принцеси за походженням. Коельйо міг зустрітися з уславленим Мором у Лісабоні. Сам Коельйо був уродженцем міста Валенсія. Але його небідний дід переїхав у Португалію, де мешкав у своєму маєтку до власної смерті. Онук прибув до діда. Відомо, що молодого Коельйо за наказом португальського короля відіслали на стажування в портретному жанрі до Нідерландів. У місті Брюссель Коельйо і став учнем Антоніса Мора. На здібного портретиста звернула увагу принцеса Хуана, сестра короля Філіпа ІІ, і той перехопив здібного портретиста, Коельйо прибув у Іспанію 1555 р. Так він остаточно був пов'язаний з іспанським мистецтвом, де став надвірним художником короля.
Але майстерного портретиста не забули і при королівському дворі Португалії. 1557 року вже в Іспанії він створив портрети принцеси Хуани Австрійської, матері майбутнього португальського короля Себаштіана. Хуана Австрійська заснувала монастир Дескальсас Реалес у Мадриді, і два цих портрети призначались для капітули нового монастиря як нагадування про його фундаторів.
Коельйо мав власних послідовників у Португалії, серед котрих був і Криштован де Мораеш, збережені свідоцтва про котрого уривчасті і неповні (працював у 1557-1571 рр.) Серед творів Криштовану де Мораеша — майстерний портрет 15-річного короля Себастьяна 1571 р. у лицарських обладунках і з великим собакою. Використана традиційно-стереотипна форма парадного портрета при живому відтворенні гордовитого обличчя короля-фанатика та всіх деталей його розкішно оздоблених обладунків. Доля молодого короля була трагічною. 

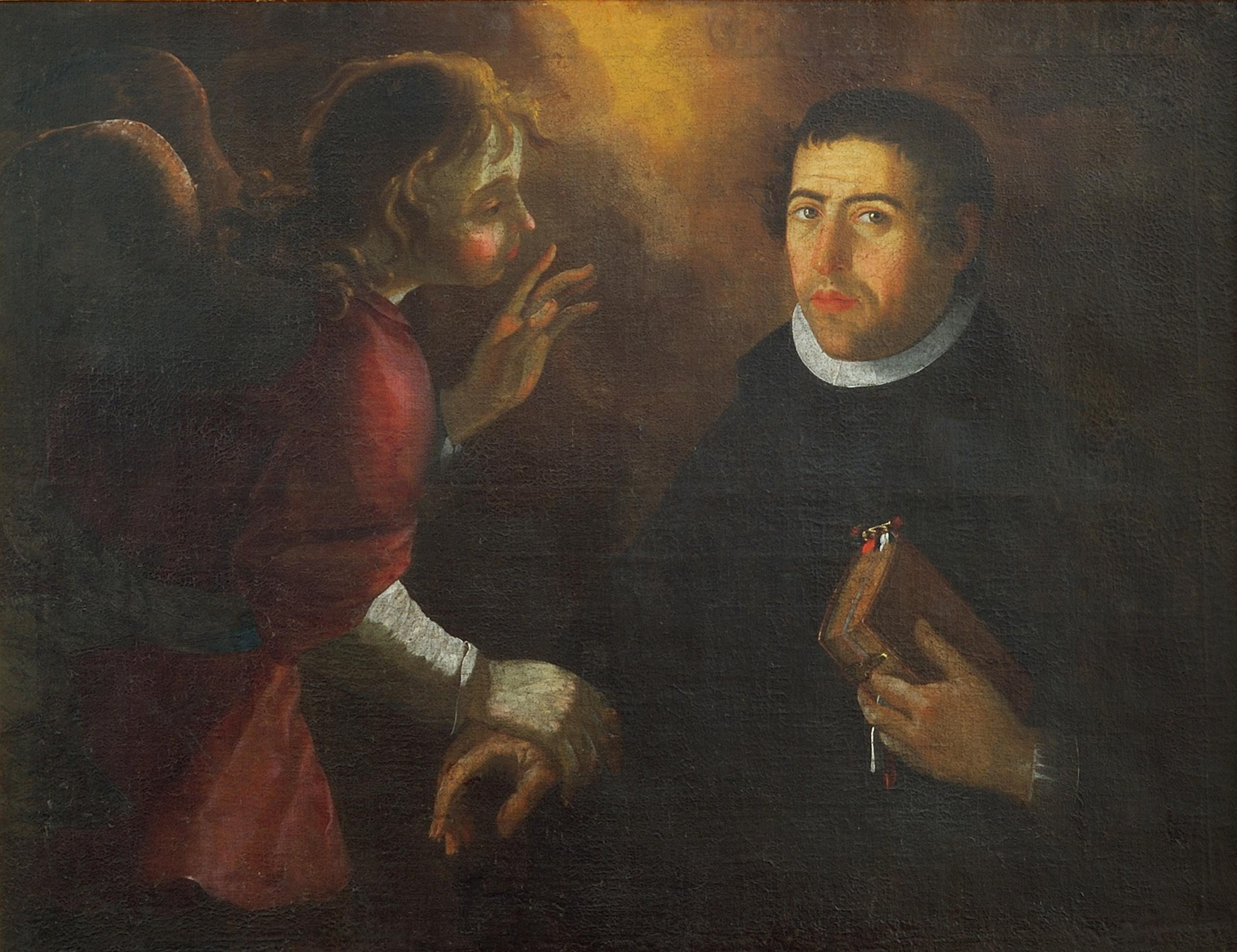
Жозефа Обідуш. «Портрет Фаустіно де Невеша з янголом», 1670 р.

## Іспанський полон Португалії
Про трагічні десятиліття Португалії як держави діяльно попіклувались марокканці-мусульмани та іспанський король Філіп ІІ, католик. Марокканці розбили армію португальців і вбили молодого короля Себастьяна. Королівська династія у Португалії обірвалася. А Філіп ІІ довів справу національної португальської катастрофи до логічного кінця. Він використав підкупи португальського дворянства, а щоби продажне лицарство забуло про спротив і патріотизм, захопив Португалію, де войовничо розташувалась іспанська армія під проводом герцога Альби. Період панування у Португалії іспанської загарбницької армії у 1580-1640 отримав пізніше назву «Іспанський полон» .
Король Філіп ІІ обіцяв неподільність і автономію Португальській державі лише для того, щоби постійно не виконувати королівських обіцянок. Іспанська імперія сама падала у економічну катастрофу і потягла за собою і Португалію. На провідні позиції у західноєвропейській політиці нестримно приходили раціональні і творчо розкуті британці, голландці, французи.
На кінець 16 ст. у Португалії, фактично колонізованій реакційною Іспанською монархією, розвиток національного португальського мистецтва отримав драматичний характер. У Португалії запанували католицька реакція і агресивні сусіди-іспанці. Печатка іспанських колоніальних смаків запанувала навіть у португальській архітектурі, досить самостійній галузі національного мистецтва до того. Іспанські завойовники внесли у португальську архітектуру без орнаментальний стиль Хуана Еррери з його помертвілими формами маньєристичної архітектури.
Головним виконавцем архітектурних замовлень іспанського узурпатора у Португалії призначили архітектора Філіппо Терци (1520-1597), італійського фортифікатора і військового інженера за походженням.

## Монастирська церква Сан Вісенте де Фора  (Філіппо Терци)

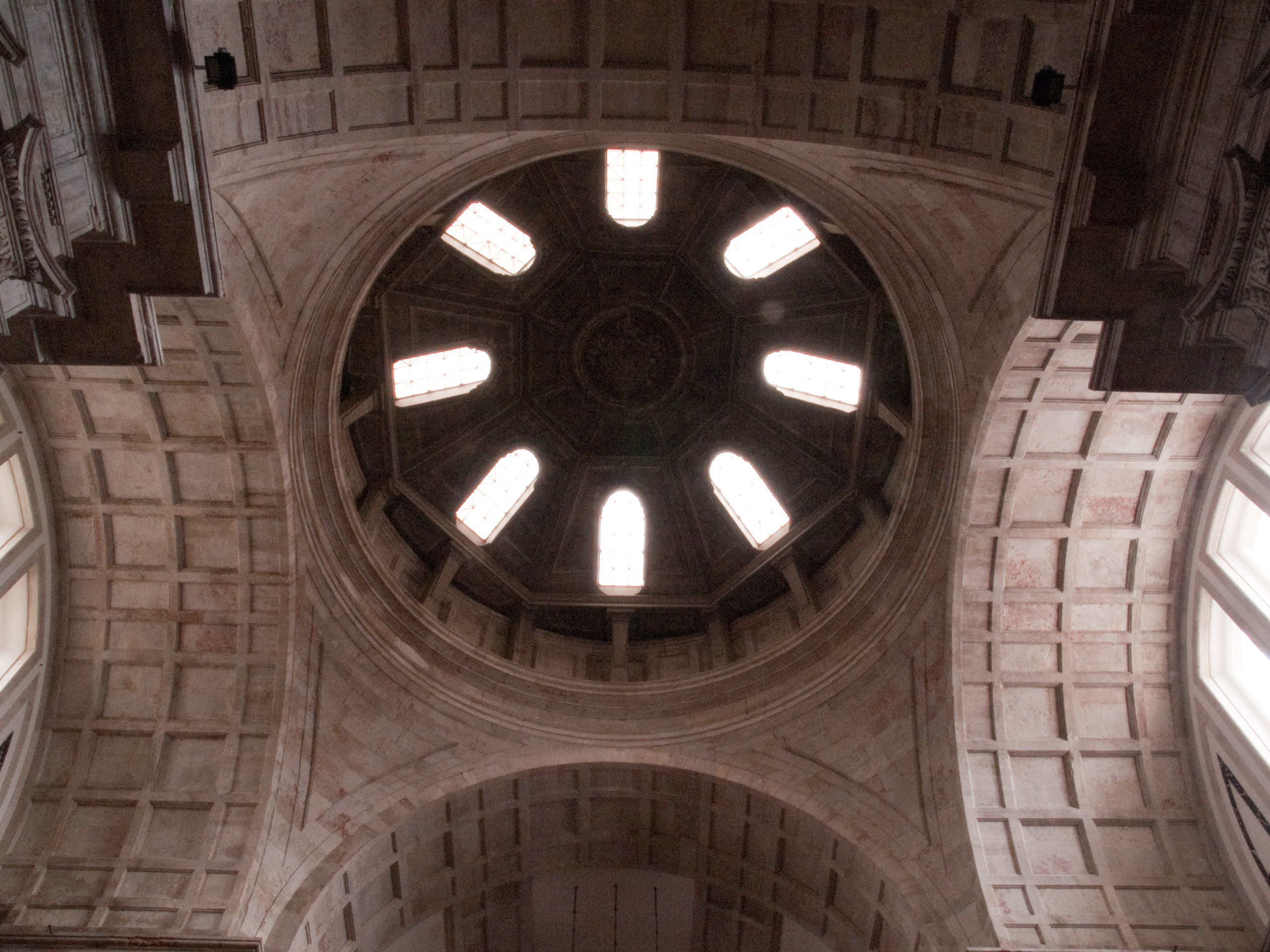
Середхрестя монастирської церкви Сан Вісенте де Фора

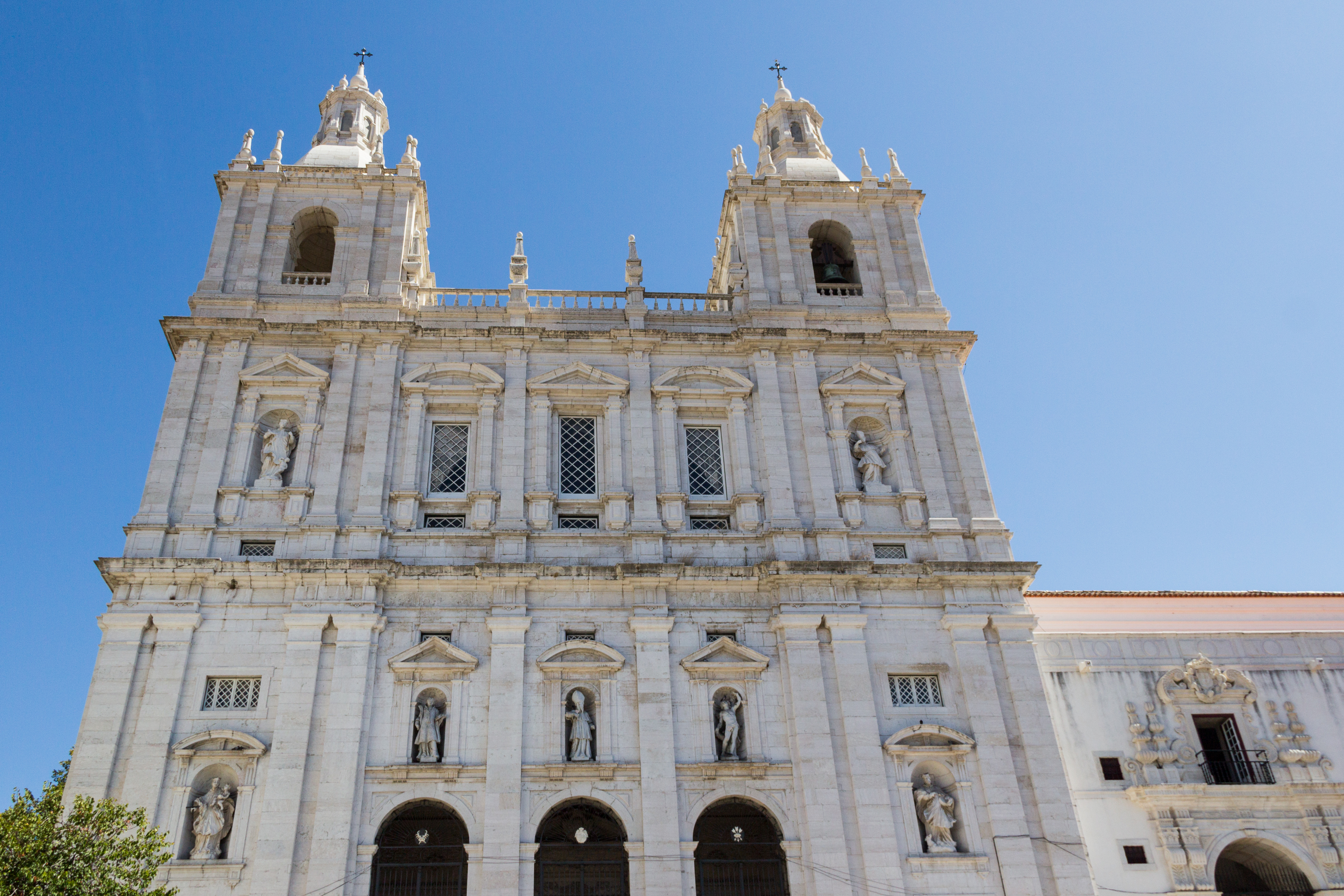
Монастирська церква Сан Вісенте де Фора (Філіппо Терци), головний фасад

Монастир августинців мав помітний вплив на життя і феодальний світогляд мешканців Лісабона. Релігійно налаштовані іспанські загарбники довідались по це, і, аби пригнути якомога нижче голови захопленого народу, доручили перебудову монастирської церкви архітекторові Філіппо Терци.
За типом це однонавна споруда з бічними каплицями, але все завеликого розміру з могутньою аркадою входів до каплиць і пілястрами величезного ордера. Над середхрестям — купол. Стеля напівциркульна і прикрашена лише архітектурними кесонами. Оголеність і конструктивність стін і стели підкреслені небагатьма декоративними деталями і справляють враження казармової монотонності. На інтер'єрі лісабонської церкви — печатка монотонних принципів побудови Ескоріала. Монастир був вибудований за фортечними мурами, звідси португальська додача до назви церкви « де Фора », тобто «за фортечними мурами».
Головний фасад церкви справляє несподівано світське враження. Він тричастинний, велетенські великий у порівнянні з хаотичною і затісною пересічною забудовою поряд. Величезний фасад збільшують дві вежі, фактично декоративні за призначенням. Оголеність стіни фасаду дещо прихована  трьома арками входів, велетенськими пілястрами, нішами зі скульптурами. Здивування викликають величезні вікна третього ярусу фасаду, типові для велетенського барокового палацу. Ці практично палацові вікна додають світла хорам церкви і мають стриману  ( але барокову ) лиштву. Фасад важко роздивитись через затісну площу. Але він справив враження новизною на місцевих архітекторів і його композиція вплинула на створення декількох церков як у Португалії, так і в колоніальній Бразилії.
Монотонність інтер'єра розбавляє лише пишний головний вівтар. Але він — пишне  творіння 18 століття, а не початку 17-го, коли будували монастирську церкву. Вівтар створив португальський скульптор Машаду де Каштру. Впливовий монастир августинців проіснував до 1834 року. Монастир ( як і інші чернечі монастирські ордени ) закриє конституційний уряд Португалії в другій третині 19 ст. Колишню монастирську церкву августинців перетворили на церкву в ім'я небесного покровителя Лісабона.

## Барокова архітектура Португалії (сакральна)

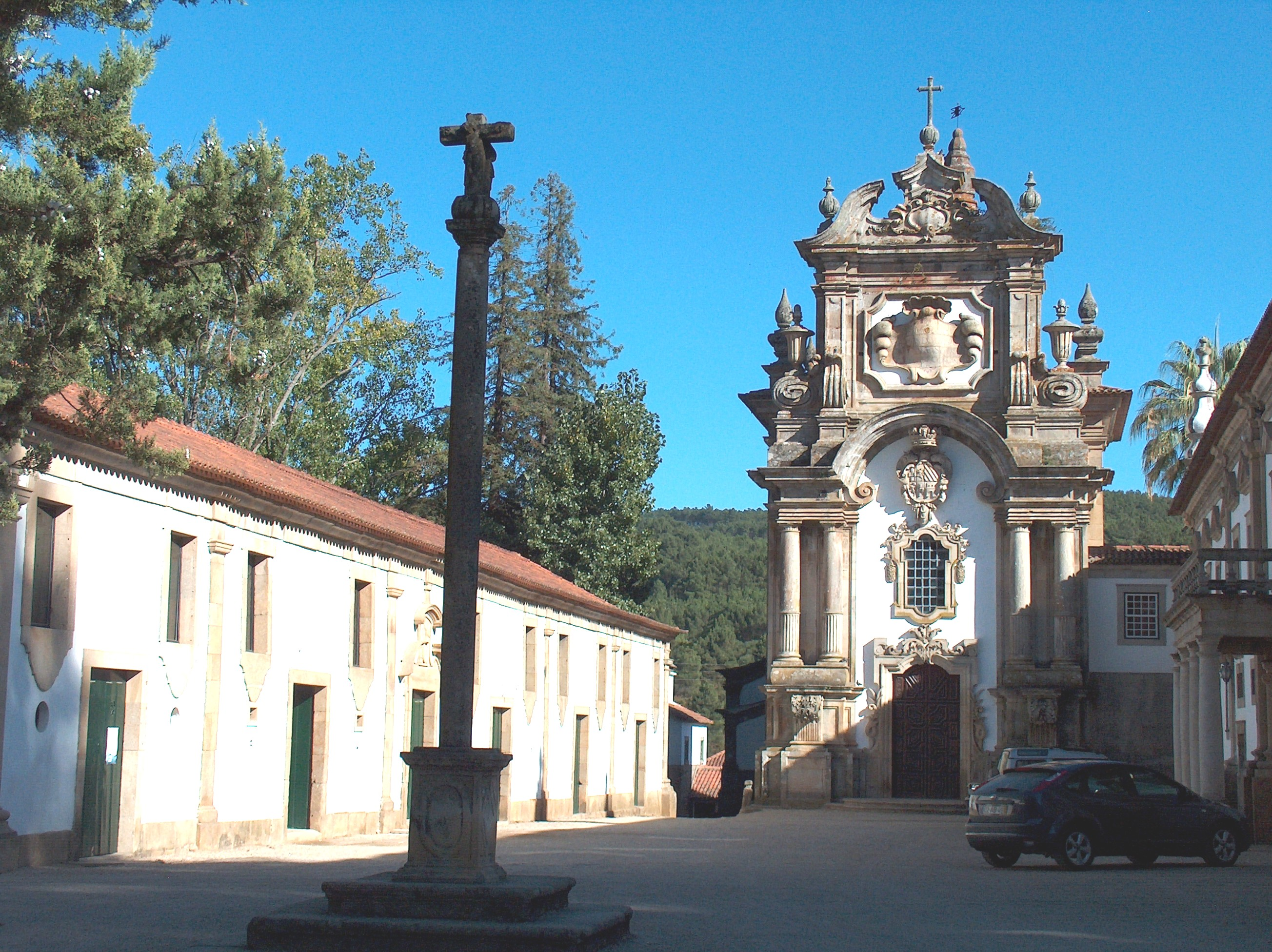
Палац Матеуш, шлях до палацової каплиці. Фото 2005
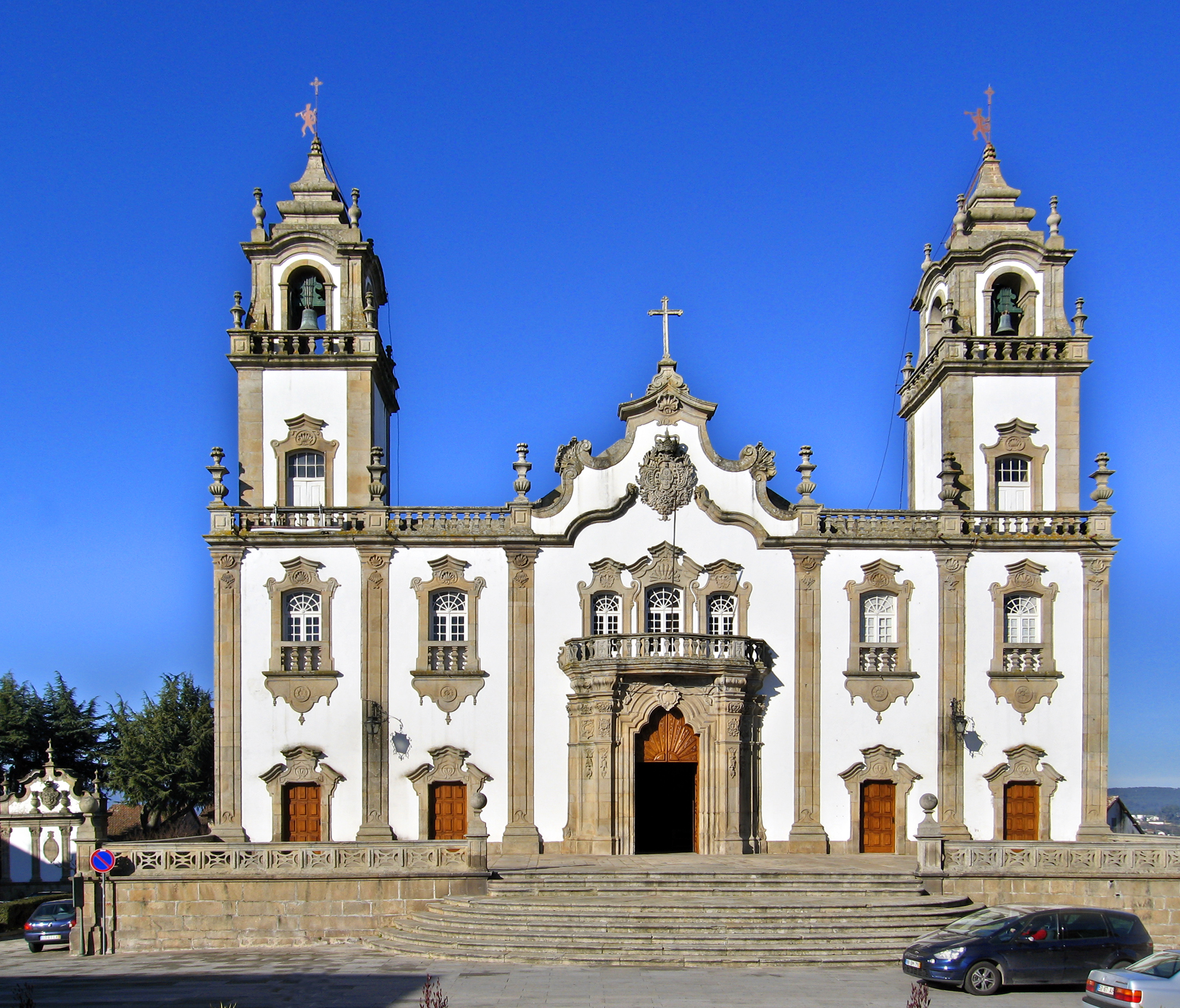
Північна Португалія, місто Візеу, церква Мізерікордія
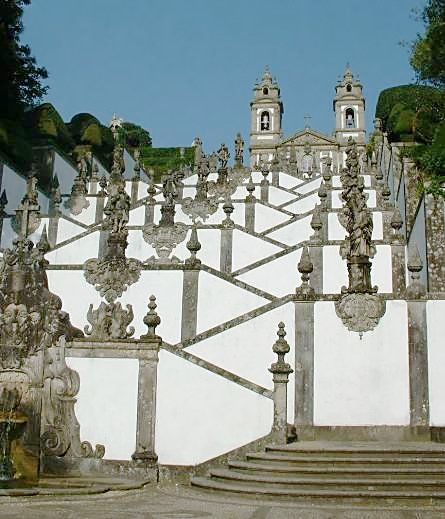
Барокові сходи церкви Бон Жезуш ду Монте, біля м. Брага

## Барокова архітектура Португалії (світська)

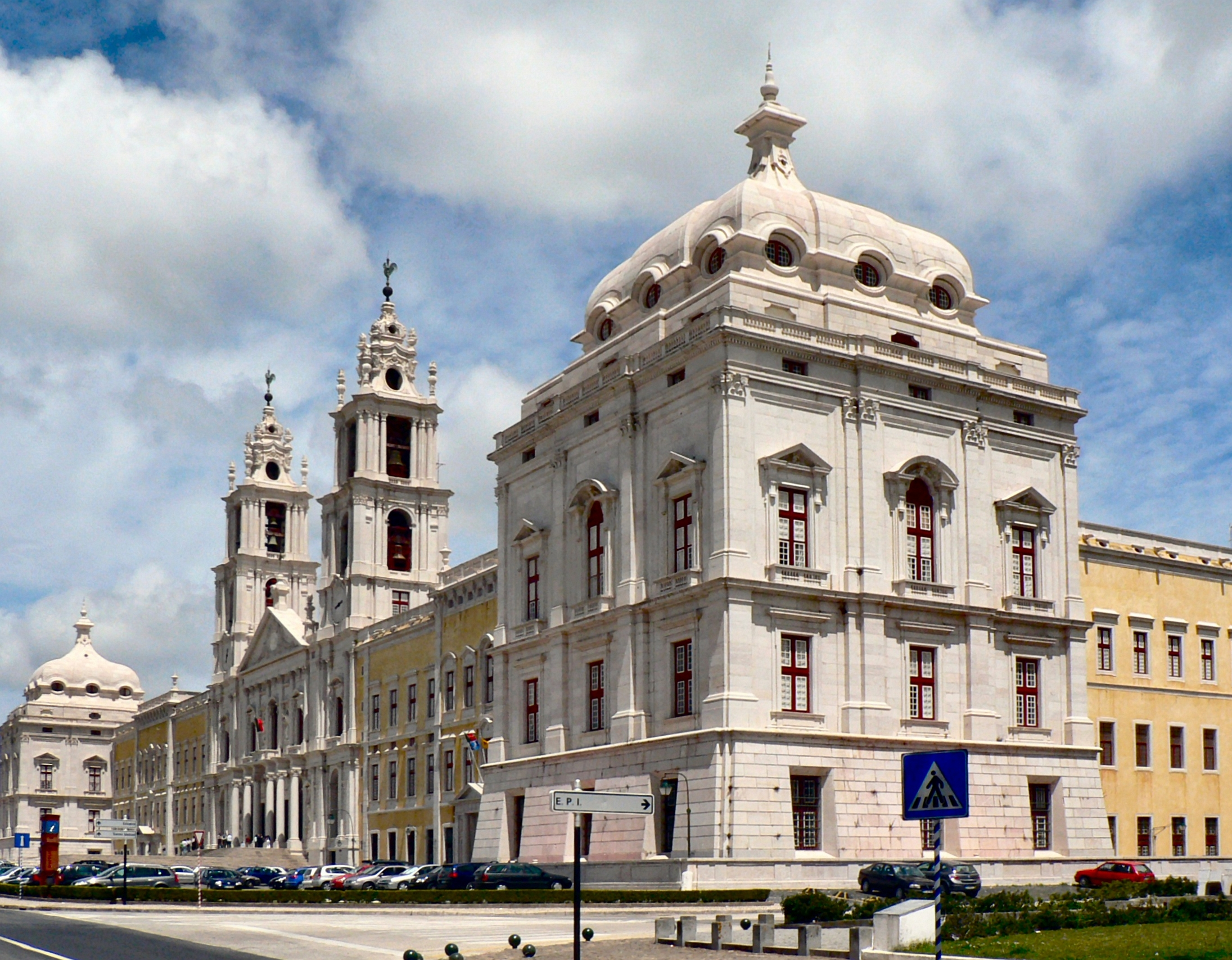
Палац Мафра, головний фасад. Фото 2006

Пришвидшення будівництва у Португалії у останні десятиліття 17 ст.  було обумовлене залученням до будівництва низки аристократичних родин і королівської родини насамперед. Особливо цікавими були заміські палаци і вілли. У Португалії палацові споруди і заміські вілли не мали великого масштабу і за планом нагадували французькі зразки з центральним внутрішнім двором і бічними корпусами.
Були і свої місцеві відмінності окрім невеликих розмірів. Французька архітектура 17 століття розвивалась у сприятливих умовах зростання міці держави під керівництвом вправних політиків — кардиналів Рішельє і Мазаріні, низки непоганих міністрів і короля Луї XIV. На відміну від Португалії, Франція не знала полону іноземної держави, мала короткий період національного бароко, котрий швидко був замінений на національний варіант класицизму (точніше — барокового класицизму 17 ст., котрий цілком впорався із звеличенням абсолютизму, як і бароко у Італії при феодальному дворі папи римського  чи менших князівських дворах.)
Якщо плани світських барокових споруд і нагадували плани палацових споруд Франції, зовнішні форми архітектури і її декор у Португалії мали національні форми. Тут розквітло і довго утримувало позиції місцеве бароко. Португальські палаци ( зазвичай двоповерхові ) мали горизонтальну протяжність з чергою вікон на фасадах. Акцент робили лише на парадному порталі, пишних парадних сходинках і на палацовій каплиці, котру облаштовували у окремій від палацу прибудові. Були і зразки із арочними лоджіями, відомими ще з 16 ст. Найкращі зразки палацової архітектури збережені у Лісабоні, серед них — Фронтейра, Алмада, Пальяна, Алвор, Мітра тощо. У інтер'єрах декорування було пишним і по тропічному рясним. Використовували і розписи стель, і різьблене дерево, і кольорові кахлі, і мармур.
Заміські палаци оточували садами з фонтанами.
За думкою португальського історика Жозе-Аугусту Франса, бароко як стильова система остаточно сформувалось при будівництві королівського палацу Мафра. Хоча елементи барокової стилістики використовували і до цього. В палаці Мафра (початок будівництва у 1717 р. ) були вдало використані не стільки місцеві ідеї і форми (напрацьовані у попередні два століття), а напрацювання барокових майстрів Італії і Німеччини. Проект нового королівського палацу створив німецький ювелір і архітектор Ф. Людовізі, котрий якраз пройшов стажування у Італії.  Ф. Людовізі орієнтувався у власних проєктах на зразки архітектури римського майстра Карло Фонтана (1638—1714) та учнів його майстерні.
Незвичним було не стільки використання стилістики римського бароко зразка  Карло Фонтана далеко від Рима, скільки намагання португальського короля Жуана V позмагатися Мафрою з Ескоріалом іспанського короля Філіпа ІІ. При цьому Жуана V не зупиняли колосальні витрати і намагання перевершити іспанського короля у пишності споруди, чого якраз не передбачала ідейна програма Ескорала, цього «палацу для Бога і хижки для короля». У Мафрі були і монастир з пишним монастирським  храмом, і розкішна бібліотека, і розкішний королівський палац, і приємні угіддя для полювання. Хижку для короля тут не будували навіть за назвою. Критики потім влучно скажуть, що палац Мафра став « величнішим навіть за саме королівство».

## Португальське бароко на півночі країни
На півночі країни господарювала стара земельна аристократія. Більше пов'язані з місцевими будівельними традиціями і технологіями, її представники охоче вітали їх використання в будівництві як церков, так і світських споруд, палаців і заміських резиденцій — solares. Тесане каміння тут комбінували з біленими стінами і дахами, критими черепицею. Сірого кольору місцевий граніт використовували як візуальне уособлення будівельної конструкції і для створення пишних порталів, облямівки вікон, балконів, балюстрад, для скульптур. Побудова була симетричною, а на тлі білих стін чітко проглядали пишні плями порталів, пишні оздоби вікон, пишні картуші і герби володарів. Раптовий перехід від порожньої біленої стіни до пишних оздоб був головною ознакою місцевої архітектури, споріднений з гучними акордами гітари після раптових зупинок і тиші. Цей засіб декору фасадів так заволодів свідомістю митців, що був перенесений і в будівництво місцевих фонтанів, каплиць і соборів, палаців ї заміських будинків solares. Звичайно, споруди з такою стилістикою зустрічались не на кожному кроці. Але найкращі виконувались саме так.
Без суттєвих змін ця барокова система північної Португалії була перенесена в колонії, а в архітектурі Бразилії стане головною образною системою бразильського варіанту бароко.

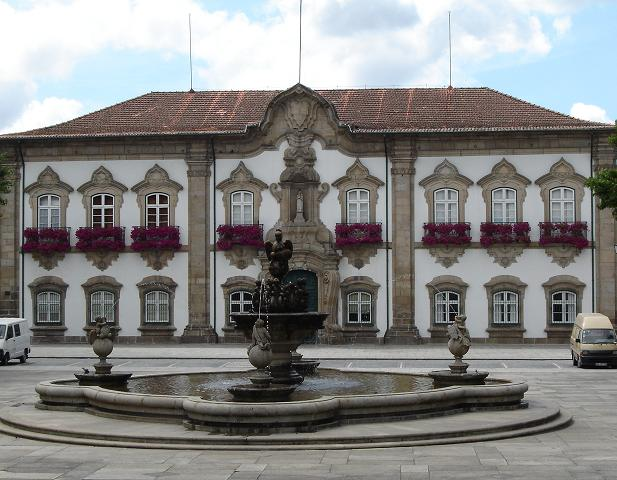
Брага, ратуша в місті
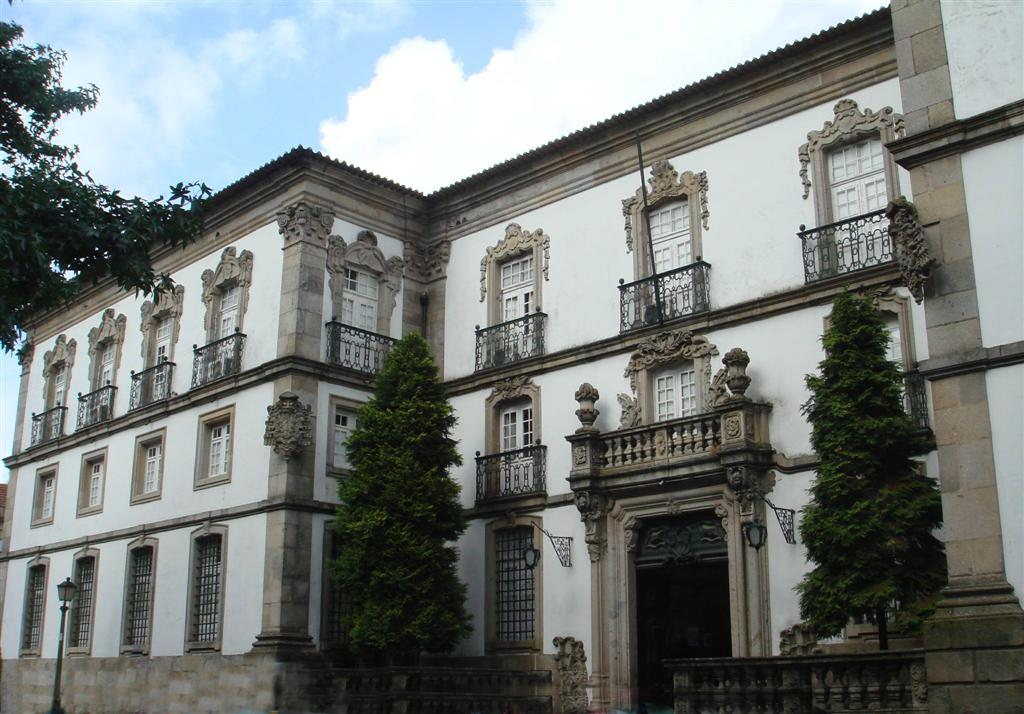
Північна Португалія, місто Брага, західний флігель палацу архієпископа
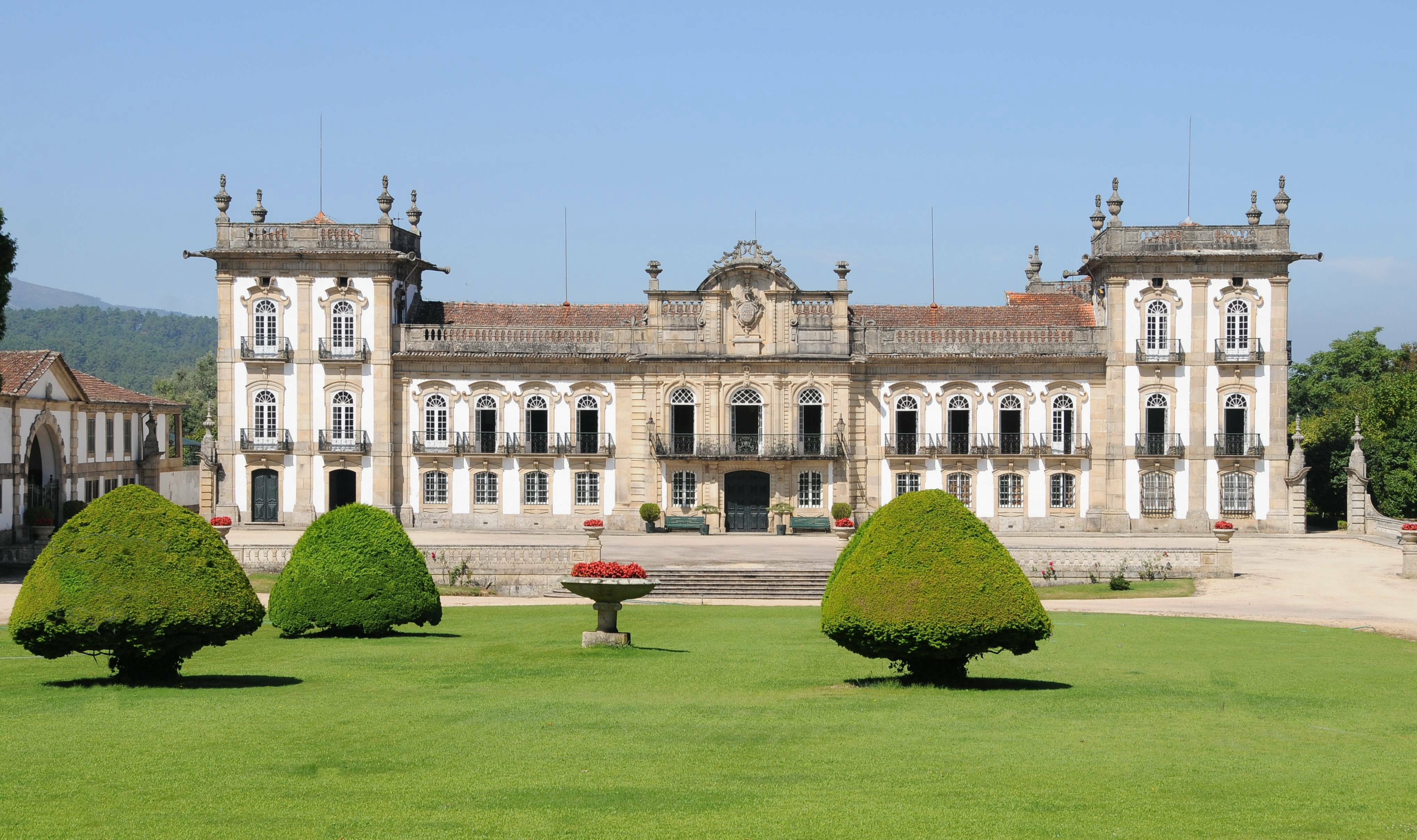
Північна Португалія, Віана да Каштелу, палац Брейорейра (Brejoeira)

## Барокові вівтарі Португалії

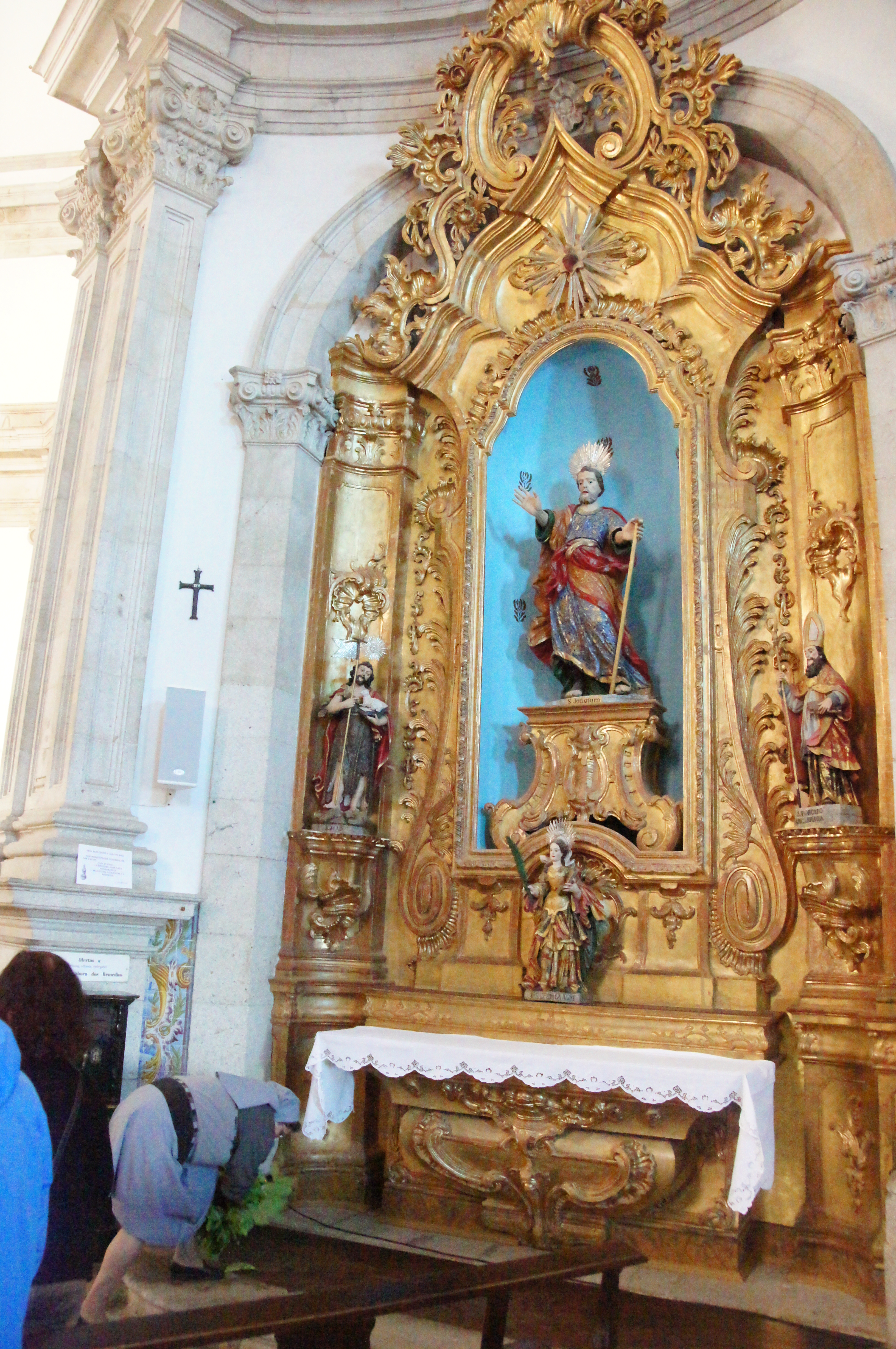
Бічний вівтар у соборі міста Ламегу.

Розвиток барокових вівтарів Португалії, пригальмований під час Іспанського полону, мав запізнілий характер. Якщо в Іспанії головував розвиток станкової скульптури, у Португалії, навпаки, станкова ( окрема ) скульптура мала другорядне значення, бо була лише складовою частиною вівтаря, головував саме вівтар.
Прикрашений різьбою багатоколірний вівтар був запроваджений у Португалії майстрами Фландрії ще наприкінці 15 ст. (серед перших — вівтар собору в місті Коїмбра). Свій внесок у розвиток португальських вівтарів, прикрашених різьбою і скульптурними деталями, внесли майстри з Італії та Франції, саме їх концепція головувала в країні. Лише наприкінці 16 ст. вівтарі Португалії отримують несміливі деталі у стилі раннього бароко.
Мистецтво створення вівтарів Португалії мало помітні впливи іспанських художніх схем під впливом діяльності уродженця іспанської Кастилії Франсішко Венегаша, що працював у Португалії у 1578-1590 Франсішку Венегаш (що рахувався надвірним художником іспанського короля Філіпа ІІ) брався також за живопис. Причетними до створення вівтарів у Португалії були і брати-іспанці Домінгеш та Гашпар Коельйо.
Відомо, що Франсішко Венегаш 1590 р. створив образа для вівтаря головної каплиці церкви Носа Сеньйора да Луш у місті Лісабон. Він же разом із Жеронімо де Руаном створив в лісабонській церкві і архітектурний вівтар, прикрашений декоративною різьбою. Аркоподібне вінчання вівтаря стане на довгі роки типовим елементом саме португальських вівтарів. Цей тип вівтарів, урівноважений і вже прикрашений різним декором (плоди, птахи, голівки янголів-малят, волюти, різні орнаменти) головуватиме у мистецтві Португалії майже все 17 століття.
Приблизно з 1675 мистецтво створення португальських барокових вівтарів вступило у період вищого власного розвитку. Склалась місцева художня концепція  вівтаря. Вівтар розташовували у великій центральній ніші, що нагадувала каплицю, а сам вівтар нагадував тріумфальну арку. Простір арки віддавали або скульптурі Богородиці, або розп'ятому Христу на Голгофі. Яруси підніжжя прикрашали  великими свічками, вогники котрих додатково акцентували і висвітлювали вівтарний центр. Пишність дерев'яного і визолоченого вівтаря відігравала надзвичайну роль у декоративному ансамблі храму. Золочена різьба португальських майстрів, відома під назвою талья дорада, уславила і саму Португалію. Для створення храмових вівтарів не жалкували ні коштовних — бразильської деревини, ну золота, насиллям викачаного з португальських колоній. Навіть перелік уславлених зразків вівтарів цього періоду має декілька сторінок.
Різьблені і визолочені вівтарі Португалії стануть найкращим надбанням португальського і світового бароко.

## Барокові кахліазулежу

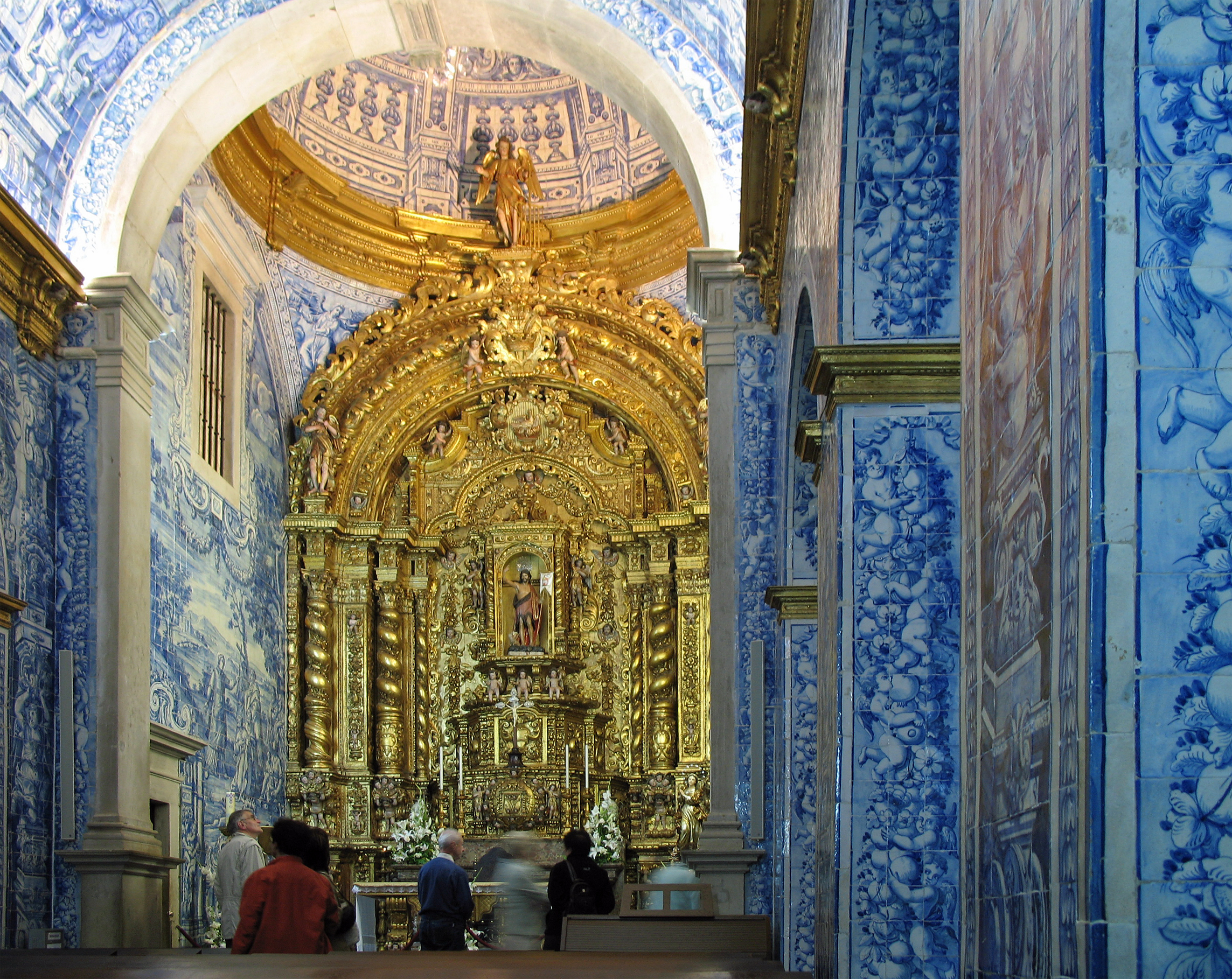
Алмансил. Церква Сан Лоренсо, нава і головний вівтар, фото 2013

Якщо португальський живопис олійними фарбами слабко накопичував талановитих майстрів і задовольнявся то іноземними митцями, то місцевими другорядними, то виробництво кольорових кахлів, навпаки, отримало надзвичайну популярність і привабило низку талановитих і творчо обдарованих майстрів. Вони і підняли мистецтво створення кахлів на незвичну висоту і зробили їх важливою прикметою національного мистецтва. В століття португальського бароко кольорові кахлі досягли свого чергового розквіту. Тематично вони поділені на дві групи:
- кахлі, що імітували килимові кахлі арабського зразка (у дві-три фарби, зрідка більше)
- кахлі, що пов'язані сюжетно з європейським мистецтвом, релігійним (католицьким) і світським.

Поєднувала ці дві групи лише техніка майоліки. Кахлі, що імітували килимові кахлі арабського зразка, давно відірвались від магометанського першоджерела і ними спокійно декорували католицькі храми. Якщо поверхня стіни була великою, орнаментальний мотив повторювали у декількох варіантах. Керамісти іноді удавались до повторення орнаментів, бачених на зразках індійських чи перських тканин.
Кахлі, що були пов'язані сюжетно з європейським мистецтвом, мали відверто декоративний характер, а в сюжетах мали численні зображення рослин, птахів і квітів, пейзажні мотиви. З часом збільшилась і колористика кахлів. До жовтих, зелених і синіх додали рожеві, коричневі, бузкові, низку відтінків жовтого. В хід пішли орнаменти, запозичені з альбомів орнаментальних зразків і закордонних гравюр та книг. Особлива тематика — екзотичні рослини і тварини, бачені португальцями у віддалених країнах на інших континентах (слони, мавпи, павичі, верблюди, екзотичні заморські риби і птахи, комахи). Португальські керамісти (як і  місцеві декоратори) не забували про європейські гротески, емблеми, корони, герби і картуші. Розписи на кахлях у Португалії могли імітувати і практично імітували ліплений декор і навіть килими—гобелени, котрими користувались як декором в інших католицьких країнах.
Важливу роль зразків для португальських керамістів зіграли кахлі Голландії. Захоплення ними пережило усе португальське суспільство, їх охоче купували і вивозили до Португалії. З'явились і перші колекції голландських сюжетних кахлів. Серед них — колекція у графському замку у Фігейра де Фош, котрої на кінець 20 ст. не було навіть у самій Голландії. За переказами, вітрильник з жаданими голландськими кахлями прибув у порт річки Мондегу, вантаж бачив місцевий багатій і цілком придбав увесь вантаж. Сюжетні кахли з Делфта і Амстердама первісно переважали якістю португальські зразки. Голландський засіб підглазурного розпису кобальтом на білому тлі був запозичений керамістами Португалії і став поширеним національним мотивом. Якщо у голландців переважали закінчені сюжети на одному кахлі, У Португалії панували сюжетні панно, котрі збирали на стіні як сучасні пазли. Панно могло мати орнаментальну раму, що імітувала чи то картинну раму, чи то обрамлення пишної барокової гравюри.

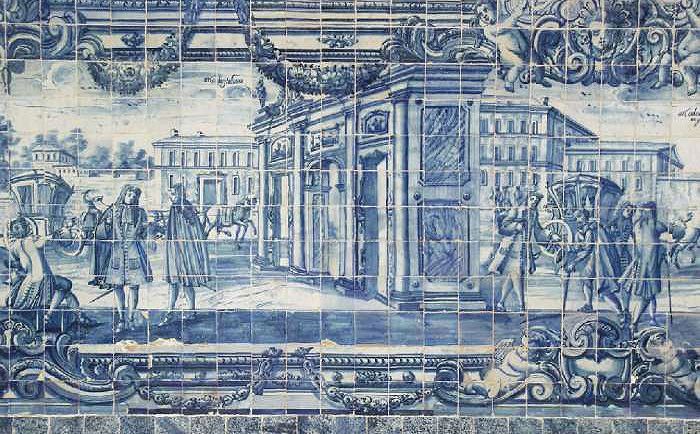
«Галантна сцена». Церква Сан Франциско да Байя, португальські кахлі азулежус, Сальвадор, Бразилія, 1702
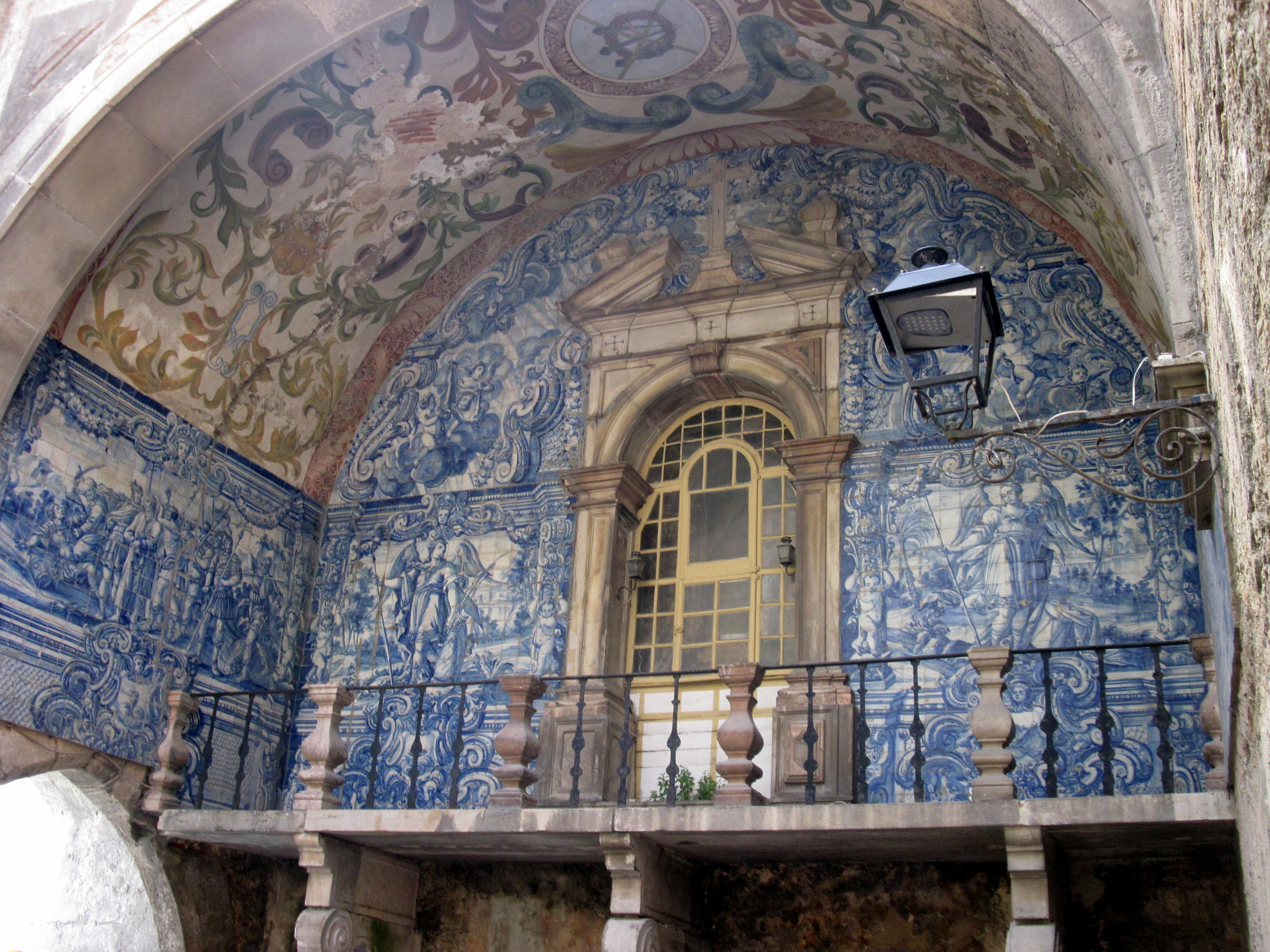
Середньовічне місто Обідуш. Азулежус на верхньому ярусі міської брами
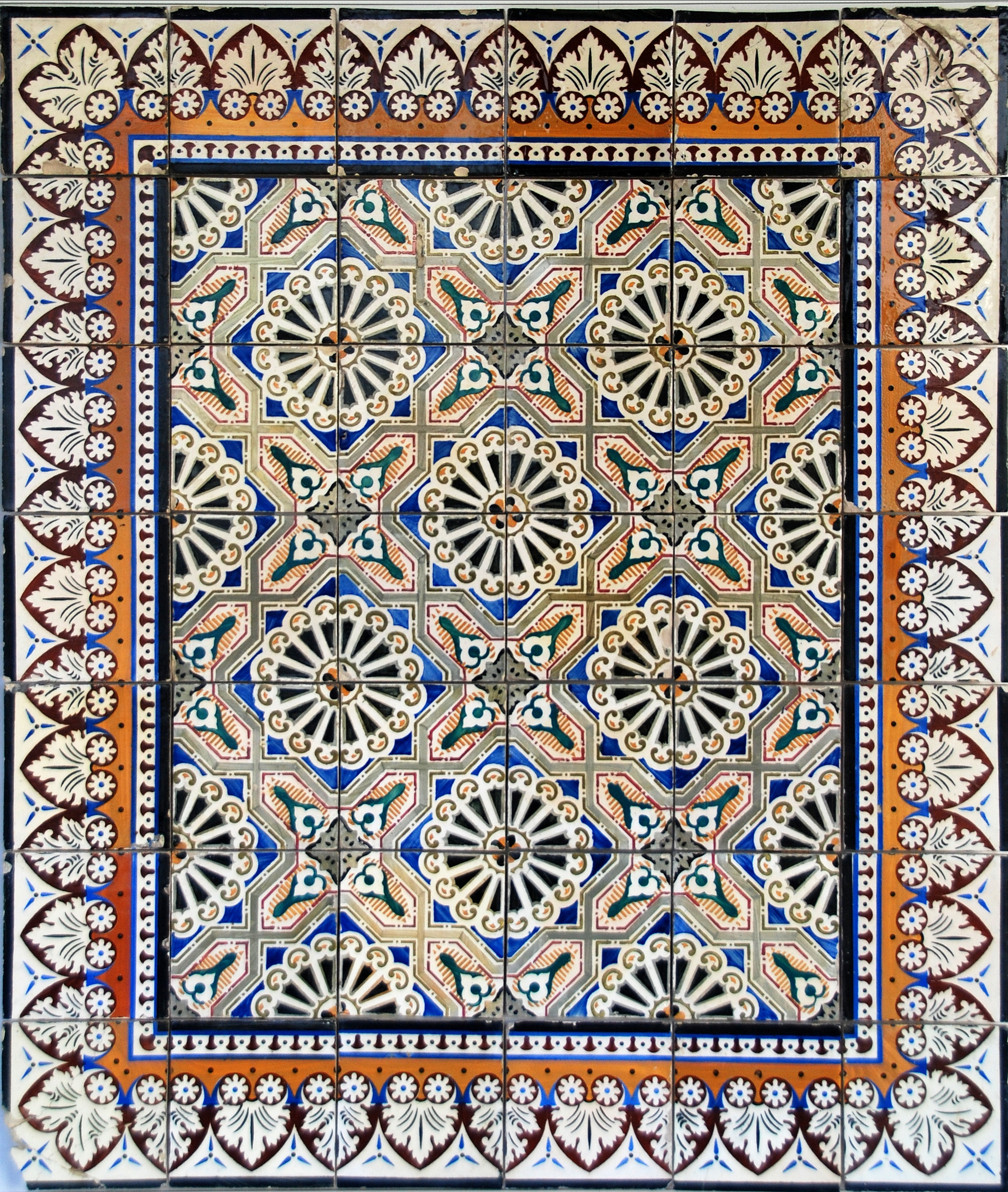
Килимові кахлі, фабрика Девезас, Порту, до 1880

## Розквіт бароко Португалії у 18 ст. Економічне підґрунтя
Розквіт бароко Португалії припав лише на 18 ст. Економічним підґрунтям стало систематичне пограбування португальської колонії Бразилії. Вправні колонізатори, португальці десятиліттями вивозили у метрополію «пау бразил» — деревину пробкового дерева. Родючі землі Бразилії використовували для вирощування цукрової тростини, а цукром активно торгували у Європі. Цукор довгий час був головною частиною португальського експорта. 1692 року португальські геологи відкрили у Бразилії золото, а в 1740 — коштовне каміння і  діаманти. Все це надзвичайно збагатило королівську родину і магнатерію, головних споживачів модних товарів, вироблених у Нідерландах, Італії, Франції, екзотичних виробів китайської порцеляни, різьбленої слонової кістки з Індії, ремісничих виробів з Африки. Економічним підґрунтям розквіту бароко у Португалії стануть хижацька експлуатація  природних і людських ресурсів у Південній Америці, у Африці, широке використання работоргівлі і рабства як такого.
Золотом і діамантами Бразилії були оплачені розкішні палаци і парки європейського зразка королівських родин, пишні церкви, садово-паркові ансамблі магнатерії тощо. В цьому Португалія повторила сумний досвід феодальної і консервативної Іспанії, коли річка колоніальних скарбів протекла крізь країну, збагативши небагатьох і не була вкладена  у розвиток виробництва і промисловості.

## Барокові сади Португалії

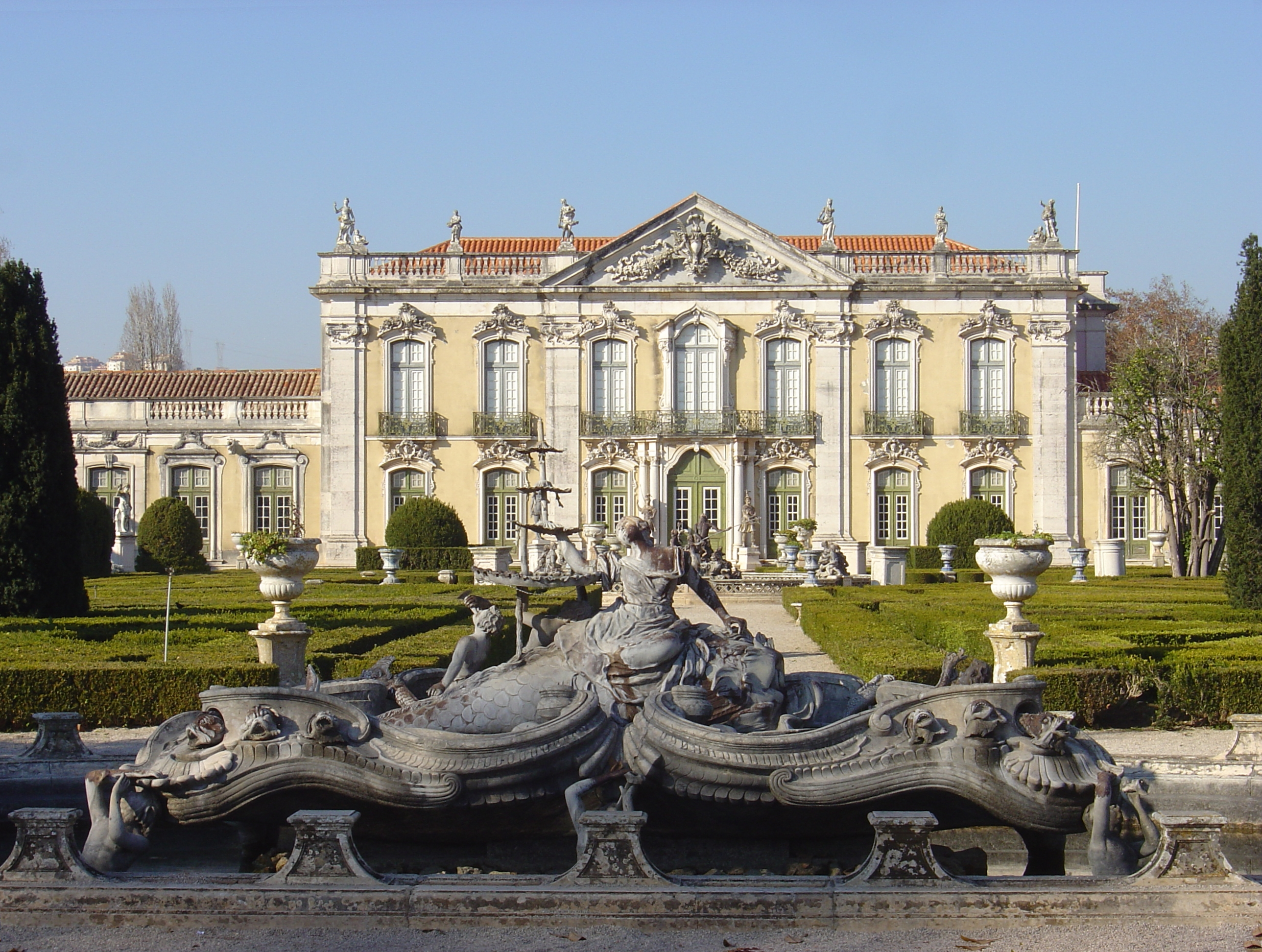
Португалія. Палац Келуш і парк в перехідному стилі від бароко до рококо.

На створення і розвиток барокового садівництва у Португалії могутній вплив мали — 
- садова культура маврів, що впливала на садове мистецтво і Іспанії, і Португалії, і частково Франції
- розвинена садово-паркова культура Італії доби відродження і раннього бароко.

Всі ці джерела були пристосовані до національної культури садівництва, що відбилося у поширенні так званих «Каза ді Фрешко» («будинків у затінку», «будинків прохолоди»). Будинки прохолоди будували за містом, ближче до природи, котру збагачували рослинами і культурою створення каналів, фонтанів та видовжених басейнів з водою. Додатками слугували кольорові кахлі і паркові павільйони, у надто багатих садибах —  ще й садово-паркова скульптура. Все це створювало пишну картину стильової мішанини, де панувала майже варварська пишнота, а не стильова чистота. Лише у спорудах і садах запрошених з Європи майстрів стильової чистоти було більше при збереженні національного забарвлення. Пишний, але чудернацький характер зберегло й садово-паркове мистецтво наступного за бароко етапу — коли з'явились зразки у перехідному стилі від бароко до рококо.
Зрозуміло, що барокове садово-паркове мистецтво у Португалії обслуговувало потреби невеликого прошарку королівських родин і багатіїв-магнатів.

## Обрані фото (галерея)

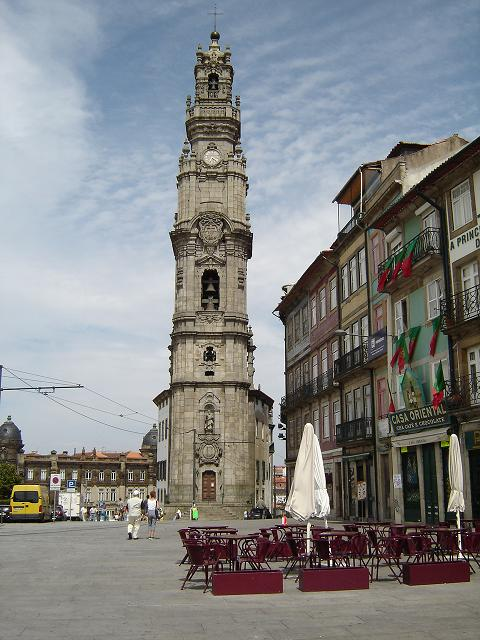
Дзвіниця, Порту